# U-667
Unterseeboot 667 foi um submarino alemão do Tipo VIIC, pertencente a Kriegsmarine que atuou durante a Segunda Guerra Mundial.

## Comandantes
| Comandante                          | Data                                       |
| ----------------------------------- | ------------------------------------------ |
| Kptlt. Heinrich-Andreas Schroeteler | 21 de outubro de 1942 - maio de 1944       |
| Kptlt. Karl-Heinz Lange             | 10 de julho de 1944 - 25 de agosto de 1944 |

## Subordinação
Durante o seu tempo de serviço, esteve subordinado às seguintes flotilhas:
| Período                                    | Flotilha                                  |
| ------------------------------------------ | ----------------------------------------- |
| 21 de outubro de 1942 - 31 de maio de 1943 | 5. Unterseebootsflottille (treinamento)   |
| 1 de junho de 1943 - 25 de agosto de 1944  | 7. Unterseebootsflottille (serviço ativo) |

## Operações conjuntas de ataque
O U-667 participou das seguinte operações de ataque combinado durante a sua carreira:
- Rudeltaktik Coronel (4 de dezembro de 1943 - 8 de dezembro de 1943)
- Rudeltaktik Coronel 2 (8 de dezembro de 1943 - 14 de dezembro de 1943)
- Rudeltaktik Coronel 3 (14 de dezembro de 1943 - 17 de dezembro de 1943)
- Rudeltaktik Borkum (18 de dezembro de 1943 - 26 de dezembro de 1943)
- Rudeltaktik Preussen (13 de março de 1944 - 22 de março de 1944)